# Trácio (gladiador)

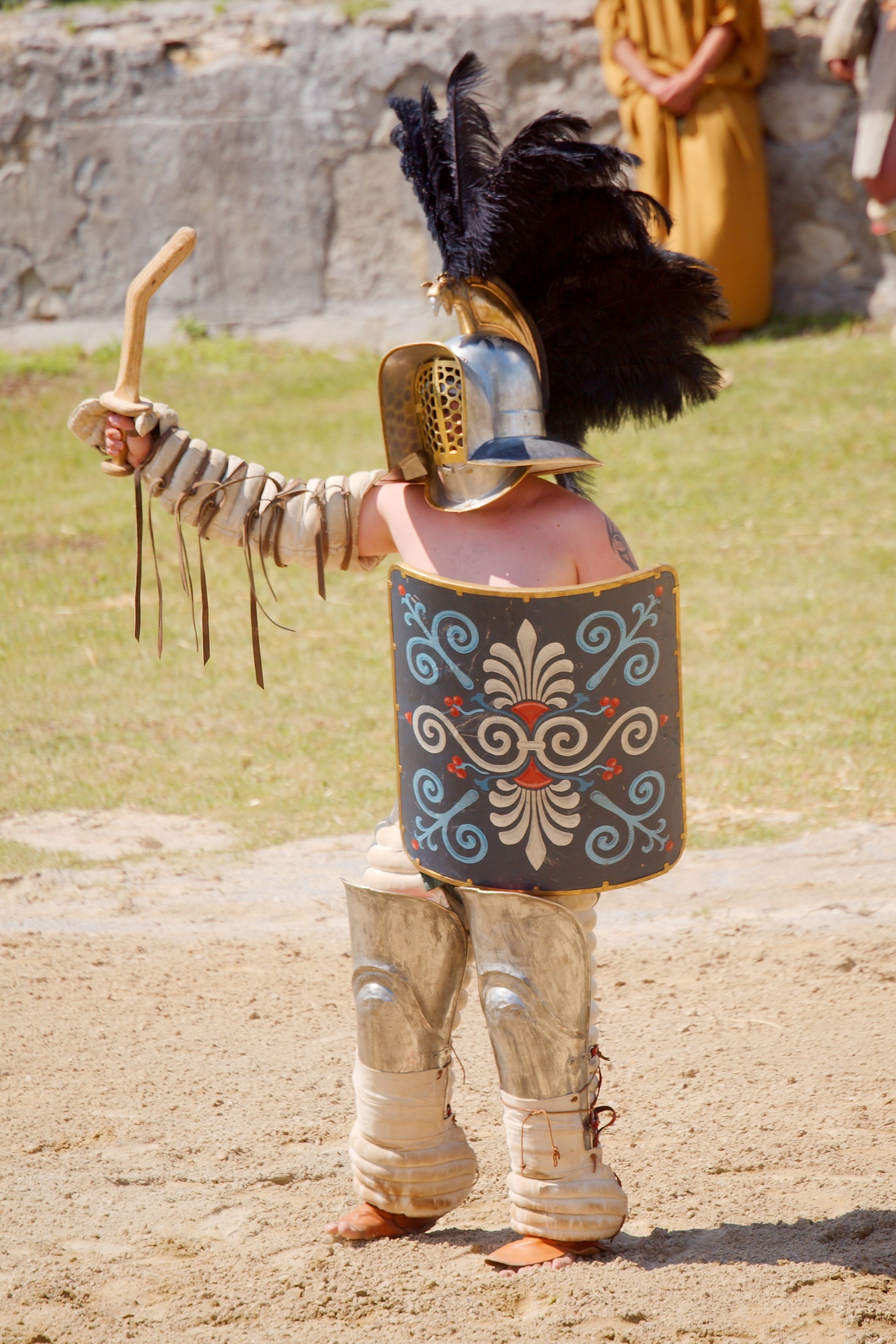
Gladiador trácio.

O Trácio era uma das 6 categorias de gladiador romano. Sua arma era uma espada curva e usava como defesas um escudo quadrado, um capacete que cobria toda a cabeça e caneleiras que iam até os joelhos.